# Liste des services statistiques autonomes
Liste des services statistiques de régions, communautés et territoires autonomes
| Communauté                                   | Institution                                                                                       | Site Internet                                          |
| -------------------------------------------- | ------------------------------------------------------------------------------------------------- | ------------------------------------------------------ |
| Allemagne                                    |                                                                                                   |                                                        |
| Bade-Wurtemberg                              | Statistisches Landesamt Baden-Württemberg (SLBW)                                                  | statistik-bw.de                                        |
| Bavière                                      | Bayerisches Landesamt für Statistik und Datenverarbeitung (BLSD)                                  | statistik.bayern.de                                    |
| Berlin Brandebourg                           | Amt für Statistik Berlin-Brandenburg (ASBB)                                                       | statistik-berlin-brandenburg.de                        |
| Brême                                        | Statistisches Landesamt Bremen (SLB)                                                              | statistik.bremen.de                                    |
| Hambourg Schleswig-Holstein                  | Statistisches Amt für Hamburg und Schleswig-Holstein (SAHSH)                                      | statistik-nord.de                                      |
| Hesse                                        | Hessisches Statistisches Landesamt (HSL)                                                          | statistik-hessen.de                                    |
| Mecklembourg-Poméranie-Occidentale           | Statistisches Amt Mecklenburg-Vorpommern (SAMV)                                                   | statistik-mv.de                                        |
| Basse-Saxe                                   | Landesamt für Statistik Niedersachsen (LSN)                                                       | statistik.niedersachsen.de                             |
| Rhénanie-du-Nord-Westphalie                  | Information und Technik Nordrhein-Westfalen, Geschäftsbereich Statistik                           | it.nrw.de/statistik                                    |
| Rhénanie-Palatinat                           | Statistisches Landesamt Rheinland-Pfalz                                                           | statistik.rlp.de                                       |
| Sarre                                        | Statistisches Amt Saarland                                                                        | statistik.saarland.de                                  |
| Saxe                                         | Statistisches Landesamt des Freistaates Sachsen                                                   | statistik.sachsen.de                                   |
| Saxe-Anhalt                                  | Statistisches Landesamt Sachsen-Anhalt                                                            | statistik.sachsen-anhalt.de                            |
| Thuringe                                     | Thüringer Landesamt für Statistik                                                                 | statistik.thueringen.de                                |
| Australie                                    |                                                                                                   |                                                        |
| Île Norfolk                                  |                                                                                                   |                                                        |
| Queensland                                   | Queensland Government Statistician's Office (QGSO)                                                | qgso.qld.gov.au                                        |
| Brésil                                       |                                                                                                   |                                                        |
| Bahia                                        | Superintendência de Estudos Econômicos e Sociais da Bahia SEI                                     | sei.ba.gov.br                                          |
| Minas Gerais                                 | Centro de Estatística e Informações (CEI)                                                         | fjp.mg.gov.br/CEI                                      |
| Rio de Janeiro                               | Centro de Estatísticas, Estudos e Pesquisas (CEEP)                                                | ceperj.rj.gov.br/ceep                                  |
| São Paulo                                    | Fundação Sistema Estadual de Análise de Dados (SEADE)                                             | seade.sp.gov.br                                        |
| Canada                                       |                                                                                                   |                                                        |
| Alberta                                      | Office of Statistics and Information (OSI)                                                        | osi.alberta.ca                                         |
| Colombie-Britannique                         | BC Stats                                                                                          | bcstats.gov.bc.ca                                      |
| Île-du-Prince-Édouard                        | Economics, Statistics and Federal Fiscal Relations Division                                       | gov.pe.ca/finance/esaffr-info                          |
| Manitoba                                     | Bureau de statistique du Manitoba                                                                 | manitoba.ca/mbs                                        |
| Nouveau-Brunswick                            | Analyse économique et statistique (Direction)                                                     | gnb.ca/esi                                             |
| Nouvelle-Écosse                              | Economics and Statistics Division                                                                 | novascotia.ca/finance/statistics                       |
| Nunavut                                      | Bureau de la statistique du Nunavut                                                               | stats.gov.nu.ca/fr                                     |
| Ontario                                      | Bureau des politiques économiques                                                                 | fin.gov.on.ca/fr/economy                               |
| Québec                                       | Institut de la statistique du Québec                                                              | statistique.quebec.ca                                  |
| Saskatchewan                                 | Saskatchewan Bureau of Statistics                                                                 | stats.gov.sk.ca                                        |
| Terre-Neuve-et-Labrador                      | Newfoundland & Labrador Statistics Agency                                                         | stats.gov.nl.ca                                        |
| Territoires du Nord-Ouest                    | NWT Bureau of Statistics                                                                          | statsnwt.ca                                            |
| Yukon                                        | Bureau des statistiques du Yukon                                                                  | eco.gov.yk.ca/fr/stats                                 |
| Chine                                        |                                                                                                   |                                                        |
| Hong Kong                                    | Census and statistics department (C&SD)                                                           | censtatd.gov.hk                                        |
| Macao                                        | Statistics and census service (DSEC)                                                              | dsec.gov.mo                                            |
| Danemark                                     |                                                                                                   |                                                        |
| Îles Féroé                                   | Hagstova Føroya Statistics Faroe Islands                                                          | hagstova.fo                                            |
| Émirats arabes unis                          |                                                                                                   |                                                        |
| Dubaï                                        | Dubaï statistics center                                                                           | dsc.gov.ae                                             |
| Abou Dabi                                    | Statistics Center Abu Dhabi, (SCAD)                                                               | scad.ae                                                |
| Espagne                                      |                                                                                                   |                                                        |
| Andalousie                                   | Instituto de Estadística y Cartografía de Andalucía                                               | juntadeandalucia.es/institutodeestadisticaycartografia |
| Aragon                                       | Institut Aragonais de la statistique                                                              | aragon.es/InstitutoAragonesEstadistica                 |
| Asturies                                     | Sociedad asturiana de estudios económicos e industriales (SADEI)                                  | sadei.es                                               |
| Îles Baléares                                | Instituto de Estadística de las Islas Baleares (IBESTAT)                                          | ibestat.cat                                            |
| Îles Canaries                                | Instituto Canario de Estadística (ISTAC)                                                          | gobiernodecanarias.org/istac                           |
| Cantabrie                                    | Instituto Cántabro de Estadística (ICANE)                                                         | icane.es                                               |
| Castille-La Manche                           | Servicio de Estadística de Castilla-La Mancha                                                     | ies.jccm.es                                            |
| Castille-et-León                             | Dirección General de Presupuestos y Estadística                                                   | estadistica.jcyl.es                                    |
| Catalogne                                    | Institut d'Estadistica de Catalunya (IDESCAT)                                                     | idescat.es                                             |
| Ceuta                                        | Consejería de Presidencia. Negociado de Estadística                                               | ceuta.es/estadistica                                   |
| Estrémadure                                  | Instituto de Estadística de Extremadura (IEEX)                                                    | estadistica.gobex.es                                   |
| Galice                                       | Instituto Galego de Estatística (IGE)                                                             | ige.eu                                                 |
| La Rioja                                     | Instituto de Estadística de la Rioja                                                              | larioja.org/estadistica                                |
| Communauté de Madrid                         | Instituto de Estadística de la Comunidad de Madrid                                                | madrid.org/iestadis                                    |
| Melilla                                      | Consejería de Administraciones Públicas. Negociado de Estadística                                 | melilla.es/estadistica                                 |
| Région de Murcie                             | Centro Regional de Estadística de Murcia                                                          | carm.es/econet                                         |
| Navarre                                      | Instituto de Estadística de Navarra                                                               | cfnavarra.es/estadistica                               |
| Pays basque                                  | Instituto Vasco de Estadística (EUSTAT)                                                           | eustat.es                                              |
| Communauté valencienne                       | Institut Valenciá d'Estadística (IVE)                                                             | ive.es                                                 |
| États-Unis                                   |                                                                                                   |                                                        |
| Guam                                         | Bureau of statistics and plans                                                                    | bsp.guam.gov                                           |
| Îles Mariannes du Nord                       | Central statistics division (CSD)                                                                 | commerce.gov.mp/central-statistics                     |
| Porto Rico                                   | Instituto de Estadísticas                                                                         | estadisticas.gobierno.pr                               |
| Samoa américaines                            | Research and Statistics Division                                                                  | as.gov/statistics                                      |
| Îles Vierges des États-Unis                  | United States Eastern Caribbean Center                                                            | uvi.edu                                                |
| Finlande                                     |                                                                                                   |                                                        |
| Îles Åland                                   | Ålands Statistik (ÅSUB)                                                                           | asub.ax                                                |
| France                                       |                                                                                                   |                                                        |
| Nouvelle-Calédonie                           | Institut de la statistique et des études économiques (Isee)                                       | isee.nc                                                |
| Polynésie française                          | Institut de la statistique de la Polynésie française (ISFP)                                       | ispf.pf                                                |
| Wallis-et-Futuna                             | Service Territorial de la Statistique & des Études Économiques (STSEE)                            | statistique.wf                                         |
| Inde                                         |                                                                                                   |                                                        |
| États                                        |                                                                                                   |                                                        |
| Andhra Pradesh                               | Directorate of Economics and Statistics                                                           | aponline.gov.in/about                                  |
| Arunachal Pradesh                            | Directorate of Economics and Statistics                                                           | arunachalpradesh.nic.in/economics                      |
| Assam                                        | Directorate of Economics and Statistics                                                           | ecostatassam.nic.in                                    |
| Bengale-Occidental                           | Department of Statistics and Programme Implementation (DOSPI)                                     | dospiwb.org                                            |
| Bihar                                        | Directorate of Economics and Statistics                                                           | dse.bih.nic.in                                         |
| Chhattisgarh                                 | Directorate of Economics and Statistics                                                           | cgstate.gov.in/descg                                   |
| Goa                                          | Statistics Division, Department of Planning, Statistics and Evaluation                            | goadpse.gov.in                                         |
| Goudjerat                                    | Directorate of Economics and Statistics                                                           | gujecostat.gujarat.gov                                 |
| Haryana                                      | Department of Economic and Statistical Analysis                                                   | esaharyana.gov.in                                      |
| Himachal Pradesh                             | Department of Economics and Statistics                                                            | himachal.nic.in/economics                              |
| Jammu-et-Cachemire                           | Directorate of Economics & Statistics                                                             | ecostatjk.nic.in                                       |
| Jharkhand                                    | Directorate of Economics and Statistics                                                           | desjharkhand.nic.in                                    |
| Karnataka                                    | Directorate of Economics and statistics                                                           | des.kar.nic.in                                         |
| Kerala                                       | Economics and Statistics Departement                                                              | ecostat.kerala.gov.in                                  |
| Madhya Pradesh                               | Directorate of Economics and statistics                                                           | des.mp.gov.in                                          |
| Maharashtra                                  | Directorate of Economics and statistics                                                           | mahades.maharashtra.gov                                |
| Manipur                                      | Directorate of Economics and Statistics,                                                          | desmani.nic.in                                         |
| Meghalaya                                    | Directorate of Economics and Statistics                                                           | megplanning.gov.in/eco_statistics                      |
| Mizoram                                      | Department of Economics and Statistics                                                            | desmizo.nic.in                                         |
| Nagaland                                     | Department of Economics and Statistics                                                            | ecostatng.nic.in                                       |
| Orissa                                       | Directorate of Economics and Statistics                                                           | desorissa.nic.in                                       |
| Pendjab                                      | Economic and Statistical Organisation (ESO)                                                       | esopb.gov.in                                           |
| Rajasthan                                    | Directorate of Economics and statistics                                                           | statistics.rajasthan.gov                               |
| Sikkim                                       | Department of Economics and Statistics Monitoring and Evaluation (DESME)                          | southsikkim.nic.in/desme                               |
| Tamil Nadu                                   | Department of Economics and Statistics                                                            | tn.gov.in/deptst                                       |
| Tripura                                      | Department of Economics and Statistics                                                            | destripura.nic.in                                      |
| Uttarakhand                                  | Directorate of Economics and Statistics                                                           | des.uk.gov.in                                          |
| Uttar Pradesh                                | Economics and Statistics Division, State Planning Institute                                       | updes.up.nic.in                                        |
| Territoires de l'Union                       |                                                                                                   |                                                        |
| Îles Andaman-et-Nicobar                      | Directorate of Economics and Statistics                                                           | ecostat                                                |
| Chandigarh                                   | Special Secretary - Director Planning & Statistic                                                 |                                                        |
| Dadra et Nagar Haveli                        | Department of Planning and Statistics                                                             |                                                        |
| Daman et Diu                                 | Department of Planning and Statistics                                                             | planning-statistics                                    |
| Lakshadweep                                  | Directorate of Planning and Statistics                                                            |                                                        |
| Capitale nationale de Delhi                  | Directorate of Economics & Statistics and Office of Chief Registrar(Births & Deaths)              | des/home                                               |
| Puducherry                                   | Directorate of Economics and Statistics                                                           | dept_econstat                                          |
| Italie                                       |                                                                                                   |                                                        |
| Sardaigne                                    | Osservatorio Economico                                                                            | sardegnastatistiche.it                                 |
| Sicile                                       | Servizio Statistica ed analisi economica                                                          | pti.regione.sicilia.it/ServizioVI                      |
| Trentin-Haut-Adige                           | Istituto provinciale di statistica (ASTAT) / Landesinstitut für Statistik (ASTAT)                 | astat.provincia.bz.it                                  |
| Vallée d'Aoste                               | Chef de l'observatoire économique et social                                                       | regione.vda.it/statistica                              |
| Nouvelle-Zélande                             |                                                                                                   |                                                        |
| Tokelau                                      | Tokelau National Statistics Office                                                                | tokelaunso.tk                                          |
| Nigeria États du Nigeria                     |                                                                                                   |                                                        |
| État d'Abia                                  | Abia State Bureau of Statistics                                                                   | Abia-State-Bureau-of-Statistics                        |
| État d'Akwa Ibom                             | Planning, Research & Statistics Directorate                                                       |                                                        |
| État d'Anambra                               | Anambra State Bureau of Statistics                                                                | asbs (coming soon)                                     |
| État de Bauchi                               | Ministry of Budget and Economic Planning: Statistics                                              | ministry-of-budget-and-economic-planning               |
| État de Benue                                | Ministry of Finance and Economic Planning: Department of Planning, Research and Statistics (DPRS) | ministry-of-finance-and-economic-planning              |
| État de Cross River                          | Cross River State Bureau of Statistics                                                            | cross-river-state-bureau-of-statistics                 |
| État de Kaduna                               | Kaduna State Bureau of Statistics                                                                 | kdbs                                                   |
| État de Kano                                 | Kano State Bureau of Statistics (KSBS)                                                            | ksbs                                                   |
| État de Lagos                                | Lagos bureau of statistics                                                                        |                                                        |
| État d'Ogun                                  | Ministry of Information and Strategy: Department of Planning, Research and Statistics             | mis/#planning                                          |
| État d'Ondo                                  | Ondo State Bureau of Statistics                                                                   | ondostatistics.org                                     |
| État d'Oyo                                   | Oyo State Bureau of Statistics                                                                    | oyo-state-bureau-of-statistics                         |
| État de Plateau                              | Plateau State Bureau of Statistics                                                                | psbs.plateaustate                                      |
| État de Rivers                               | Ministry of Budget and Economic Planning                                                          | mda/ministry-of-budget-and-economic-planning           |
| Pays-Bas                                     |                                                                                                   |                                                        |
| Aruba                                        | Central bureau of statistics (CBS)                                                                | cbs.aw                                                 |
| Curaçao                                      | Central Bureau of Statistics (CBS) Curacao                                                        | cbs.an                                                 |
| Saint-Martin                                 | Department of Statistics                                                                          | stat.gov.sx                                            |
| Portugal                                     |                                                                                                   |                                                        |
| Açores                                       | Serviço Regional de Estatística dos Açores SREA                                                   | estatistica.azores.gov.pt                              |
| Madère                                       | Direcção Regional de Estatística da Madeira DREM                                                  | estatistica.gov-madeira.pt                             |
| Royaume-Uni                                  |                                                                                                   |                                                        |
| Anguilla                                     | Statistics department                                                                             | gov.ai/statistics                                      |
| Bermudes                                     | Departement of statistics                                                                         | statistics.gov.bm                                      |
| Îles Caïmans                                 | Economics and statistics office (ESO)                                                             | eso.ky                                                 |
| Écosse                                       | ScotStat network for users and providers of Scottish Official Statistics                          | gov.scot/Statistics                                    |
| Gibraltar                                    | Statistics Office                                                                                 | gibraltar.gov.gi/statistics                            |
| Guernesey                                    | Policy and Research Unit                                                                          | gov.gg/pru                                             |
| Irlande du Nord                              | Statistics and Research Agency (NISRA)                                                            | nisra.gov.uk                                           |
| Jersey                                       | Statistics Unit                                                                                   | gov.je/StatisticsUnit                                  |
| Île de Man                                   | Economic Affairs Division                                                                         | gov.im/economic-affairs-division                       |
| Montserrat                                   | Statistics department                                                                             | gov.ms/statistics-department                           |
| Pays de Galles                               | Statistics and Research                                                                           | wales.gov.uk/statistics-and-research                   |
| Sainte-Hélène, Ascension et Tristan da Cunha | Statistics Office                                                                                 | sainthelena.gov.sh/statistics                          |
| Îles Turques-et-Caïques                      | TCI Statistical office                                                                            | depstc.org/statofc                                     |
| Îles Vierges britanniques                    | Central statistics office                                                                         | bvi.gov.vg/central-statistics-office                   |
| Suisse                                       |                                                                                                   |                                                        |
| Argovie                                      | Statistisches Amt des Kantons Aargau                                                              | ag.ch/staag                                            |
| Appenzell Rhodes-Intérieures                 | Amt für Statistik                                                                                 | ai.ch/vd                                               |
| Berne                                        | Statistique publique du Canton de Berne                                                           | be.ch/statistik                                        |
| Bâle-Ville                                   | Statistisches Amt des Kantons Basel-Stadt                                                         | statistik.bs.ch                                        |
| Fribourg                                     | Service de la statistique (SStat)                                                                 | fr.ch/sstat                                            |
| Genève                                       | Office cantonal de la statistique (OCSTAT)                                                        | ge.ch/ocstat                                           |
| Glaris                                       | Staatskanzlei des Kantons Glarus                                                                  | gl.ch                                                  |
| Grisons                                      | Amt für Wirtschaft und Tourismus Graubünden                                                       | awt.gr.ch/                                             |
| Jura                                         | Fondation interjurassienne pour la statistique (Fistat)                                           | fistat.ch                                              |
| Lucerne                                      | LUSTAT Statistik Luzern                                                                           | lustat.ch                                              |
| Neuchâtel                                    | Service de statistique Neuchâtel                                                                  | ne.ch/stat                                             |
| Nidwald                                      | Statistik                                                                                         | nidwalden.ch/portraitstatistik                         |
| Obwald                                       | Volkswirtschaftsdepartement des Kantons Obwalden, Statistik-Stelle                                | statistik-obwalden.ch                                  |
| Schaffhouse                                  | Wirtschaftsamt des Kantons Schaffhausen                                                           | statistik.sh.ch                                        |
| Schwytz                                      | Volkswirtschaftsdepartement des Kantons Schwyz                                                    | sz.ch/Volkswirtschaftsdepartement                      |
| Soleure                                      | Amt für Finanzen des Kantons Solothurn, Finanzausgleich und Statistik                             | statistik.so.ch                                        |
| Saint-Gall                                   | Fachstelle für Statistik des Kantons St.Gallen                                                    | statistik.sg.ch                                        |
| Thurgovie                                    | Dienststelle für Statistik des Kantons Thurgau                                                    | statistik.tg.ch                                        |
| Tessin                                       | Ufficio di statistica repubblica e cantone Ticino                                                 | ustat/ufficio                                          |
| Uri                                          | Fachstelle für Statistik (Finanzdirektion Uri)                                                    | ur.ch/themenstatistik                                  |
| Valais                                       | Office cantonal de statistique et de péréquation                                                  | vs.ch/Office cantonal                                  |
| Vaud                                         | Statistique Vaud (StatVD)                                                                         | stat.vd.ch                                             |
| Zoug                                         | Fachstelle für Statistik                                                                          | zug.ch/statistikfachstelle                             |
| Zurich                                       | Statistisches Amt des Kantons Zürich                                                              | statistik.zh.ch                                        |
| Tanzanie                                     |                                                                                                   |                                                        |
| Zanzibar                                     | Office of Chief Government Statistician                                                           | ocsg.go.tz                                             |